# Žalm 26

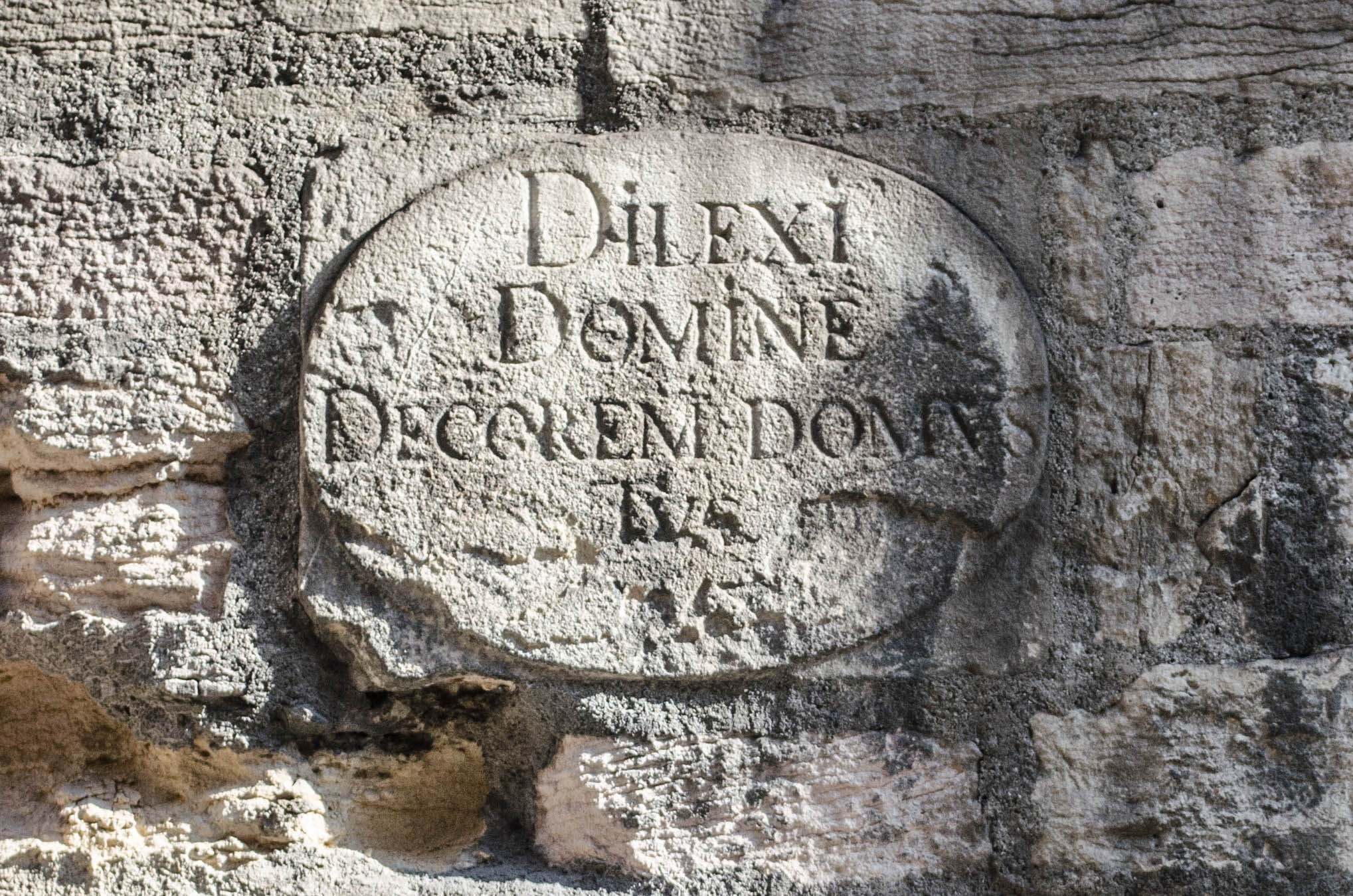
Úryvek ze žalmu 26 na fasádě dijonského kostela sv. Filiberta

Žalm 26 (Zjednej mi právo, Hospodine, lat. Iudica me Domine, podle řeckého překladu žalm 25) je součástí starozákonní Knihy žalmů. Patří do 1. knihy žalmů, mezi Davidovské žalmy.

## Text
| verš | hebrejský originál                                          | český překlad | latinský překlad (Vulgata)                                                                                       |
| ---- | ----------------------------------------------------------- | --- | --- |
| 1    | לְדָוִד: שָׁפְטֵנִי יְהוָה-- כִּי-אֲנִי, בְּתֻמִּי הָלַכְתִּי;וּבַיהוָה בָּטַחְתִּי, לֹא אֶמְעָד | [Davidův] Zjednej mi právo, Hospodine, vždyť jsem se choval bezúhonně, spoléhal jsem na Hospodina, a proto jsem nevrávoral. | [Psalmus David] Iudica me Domine quoniam ego in innocentia mea ingressus sum et in Domino sperans non infirmabor |
| 2    | בְּחָנֵנִי יְהוָה וְנַסֵּנִי; צרופה (צָרְפָה) כִלְיוֹתַי וְלִבִּי                  | Zkoumej mě, Hospodine, a zkoušej, vyšetřuj mé ledví a srdce!                                                                | Proba me Domine et tempta me ure renes meos et cor meum                                                          |
| 3    | כִּי-חַסְדְּךָ, לְנֶגֶד עֵינָי; וְהִתְהַלַּכְתִּי, בַּאֲמִתֶּךָ                         | Tvou dobrotu mám na zřeteli, jednám podle tvé pravdy.                                                                       | Quoniam misericordia tua ante oculos meos est et conplacui in veritate tua                                       |
| 4    | לֹא-יָשַׁבְתִּי, עִם-מְתֵי-שָׁוְא; וְעִם נַעֲלָמִים, לֹא אָבוֹא                   | Nesedávám s falešnými lidmi ani se nestýkám se zákeřníky.                                                                   | Non sedi cum concilio vanitatis et cum iniqua gerentibus non introibo                                            |
| 5    | שָׂנֵאתִי, קְהַל מְרֵעִים; וְעִם-רְשָׁעִים, לֹא אֵשֵׁב                         | Společnost zlosynů nenávidím nedružím se k bezbožníkům.                                                                     | Odivi ecclesiam malignantium et cum impiis non sedebo                                                            |
| 6    | אֶרְחַץ בְּנִקָּיוֹן כַּפָּי; וַאֲסֹבְבָה אֶת-מִזְבַּחֲךָ יְהוָה                       | V nevinnosti si myji ruce a kráčím okolo tvého oltáře, Hospodine,                                                           | Lavabo inter innocentes manus meas et circumdabo altare tuum Domine                                              |
| 7    | לַשְׁמִעַ, בְּקוֹל תּוֹדָה; וּלְסַפֵּר, כָּל-נִפְלְאוֹתֶיךָ                         | abych veřejně zvěstoval chválu a vyprávěl tvé podivuhodné činy.                                                             | Ut audiam vocem laudis et enarrem universa mirabilia tua                                                         |
| 8    | יְהוָה--אָהַבְתִּי, מְעוֹן בֵּיתֶךָ; וּמְקוֹם, מִשְׁכַּן כְּבוֹדֶךָ                   | Hospodine, miluji dům, kde přebýváš, a místo, kde sídlí tvá sláva.                                                          | Domine dilexi decorem domus tuae et locum habitationis gloriae tuae                                              |
| 9    | אַל-תֶּאֱסֹף עִם-חַטָּאִים נַפְשִׁי; וְעִם-אַנְשֵׁי דָמִים חַיָּי                    | Nezahlazuj mou duši s hříšníky ani můj život s vražedníky;                                                                  | Ne perdas cum impiis animam meam et cum viris sanguinum vitam meam                                               |
| 10   | אֲשֶׁר-בִּידֵיהֶם זִמָּה; וִימִינָם, מָלְאָה שֹּׁחַד                            | na jejich rukou lpí zločin, jejich pravice je plna úplatků.                                                                 | In quorum manibus iniquitates sunt dextera eorum repleta est muneribus                                           |
| 11   | וַאֲנִי, בְּתֻמִּי אֵלֵךְ; פְּדֵנִי וְחָנֵּנִי                                  | Já se však chovám bezúhonně, vysvoboď mě a smiluj se nade mnou!                                                             | Ego autem in innocentia mea ingressus sum redime me et miserere mei                                              |
| 12   | רַגְלִי, עָמְדָה בְמִישׁוֹר; בְּמַקְהֵלִים, אֲבָרֵךְ יְהוָה                       | Má noha stojí na rovné cestě, ve shromáždění budu velebit Hospodina.                                                        | Pes meus stetit in directo in ecclesiis benedicam te Domine                                                      |

## Užití v liturgii

### V křesťanství
V katolické církvi jej svatý Benedikt z Nursie v rámci benediktinské řehole začlenil do modliteb nedělního matutina.
Při modlitbě breviáře se čte pro během modlitby v poledne v pátek prvního týdne v liturgickém mezidobí.
Při mši svaté v mimořádné formě římského ritu (forma extraordinaria) se kněz modlívá žalm 26 během obřadu lavabo.

### V judaismu
Spis Šimuš Tehilim („Užití Žalmů“), jehož autorem je zřejmě židovský učenec Chaj Ga'on (939–1038), uvádí, že recitace 26. žalmu je prospěšná těm, kteří jsou v ohrožení života při cestě po moři či po souši, a je též nápomocná tomu, kdo je uvězněn.